# 无责任舰长
《无责任舰长》（日语：無責任艦長タイラー），由吉岡平原作轻小说《宇宙第一無責任男》（宇宙一の無責任男）系列改编的日本动画，有TV版和OVA版。

## 主要人物

### 惑星联合宇宙军
- 杰斯迪·植木·泰勒（配音：辻谷耕史）
- 由子·丝达（配音：天野由梨）
- 春美（配音：岡本麻彌）
- 山本（配音：速水奖）
- 由美和爱美
- 安德森（配音：柴本浩行）
- M. Cryburn Master Sargent（配音：中田和宏）
- 小次郎（配音：岩田光央）
- Dr. H. Kitaguchi（配音：八奈见乘儿）
- 金京華（配音：三石琴乃）
- 哈罗鲁特香取（配音：成田剑）
- 罗陪尔特·J·哈奈
- 三船（配音：麦人）
- 富士（配音：西村知道）

### 拉尔康帝国
- 阿萨琳（配音：笠原弘子）
- 鲁巴拉多姆（配音：关俊彦）
- 旺古（配音：冢田正昭）

## TV版
- 放映时期：1993年1月25日～1993年7月19日
- 放映时间：每周一18:00～18:30
- 放映话数：全26话

### 制作
- 监督：真下耕一
- 劇本：渡邊麻實、木村直人、金卷兼一
- 演出：真下耕一、泽井幸次、小林哲也、高村彰、藤川茂、千叶大辅
- 作画监督：平田智浩、村田俊治、矶野智、横山彰利、铃木俊二、井口忠一、黄瀨和哉、土器手司、湖川友谦、高木弘树
- 原画：有马次吕、菊地洋子、寺冈宪司、川名久美子、松元宪生、上妻晋作
- 美术监督：佐藤胜
- 攝影监督：池上元秋
- 编集：森田清次
- 沖印：IMAGICA
- 音乐：川井宪次
- 音响监督：松川陆
- 效果：野口透
- 调整：长井俊亲
- 演出助手：大野和寿
- 制作及发行：Big West Tatsunoko

### TV版各话标题
- 1.像迷样的不负责男人
- 2.光荣的养老年金生活
- 3.反军舰开出去把心结留下来
- 4.敌人!危险!投降!
- 5.间谍，白衣天使
- 6.露出狐狸尾巴
- 7.绅士协定!忍耐!忍耐!
- 8.生命短暂 杀掉少女
- 9.把希望放在花的占卜上
- 10.慧眼!短视!砰!砰
- 11.被降职依然精力充沛的女士
- 12.微风号消失的那一天
- 13.预习 复习 不认真
- 14.温柔的方程式
- 15.危险的病原菌
- 16.陌生的恋情
- 17.无仁义逃离
- 18.暴露行踪
- 19.森林的睡美人
- 20.妥善处理善后对策
- 21.少年八哥八哥
- 22.一人军队
- 23.宇宙中最长的一天
- 24.振作吧 泰勒
- 25.寻找人生的方向
- 26.重新出发

## 特别篇
「TYLOR The Irresponsible Captain AN EXCEPTIONAL EPISODE 孤獨的戦争 Tylor's War」
1994年10月1日、11月2日發售。由電視動畫版導演真下耕一擔任，動畫由童夢製作。

## OVA:TYLOR THE IRRESPONSIBLE CAPTAIN
「TYLOR THE IRRESPONSIBLE CAPTAIN」（全6話＋2話「來自地面永恆的希望」）
全套於1995年9月1日至1996年8月1日發行。導演由吉永尚之擔任，動畫由STUDIO DEEN製作。
- 第一話 16 歲的法則 _ 阿薩琳公主_青梅竹馬的敵人
- 第二話 武士千鈞一髮 _ 酒井小次郎少尉_實戰與理論的差距
- 第三話 另一邊的高科技 _ 安德森中尉_亡友的遺物
- 第四話 白色聖誕 _ 泰勒艦長與由裡子少校_遲到的聖誕節
- 第五話 雨過天晴 1 _ 由裡子少校_ 被綁架的少校
- 第六話 雨過天情 2 _ 山本上尉_慘敗vs木暮上校的抉擇
- 第七話 來自地面永恆的希望一前篇 （前六篇所發生事件的來龍去脈）
- 第八話 來自地面永恆的希望一後篇